# Barbara Parkins
Barbara Parkins (Vancouver, 22 de maio de 1942) é uma atriz canadense.
Seus principais trabalhos foram feitos nos anos 60, quando participou de séries de televisão como Os Intocáveis, Perry Mason, Dr. Kildare e atingiu a fama como "Betty Anderson", em Peyton Place, uma das mais populares séries da televisão americana, pela qual foi indicada ao prêmio Emmy.
No cinema, ela se tornou uma estrela internacional ao fazer um dos papéis principais de O Vale das Bonecas, com Patty Duke e Sharon Tate, em 1967. Ouros filmes em que trabalhou foram Carta ao Kremlin (1970) de John Huston e The Mephisto Waltz (1971), com Jacqueline Bisset.